# 15 Hudson Yards
15 Hudson Yards, kallas även Tower D, är en skyskrapa som ligger inom byggnadskomplexet Hudson Yards på Manhattan i New York, New York i USA.
Byggnaden uppfördes mellan 2014 och 2019 som en fastighet för bostäder. Den är 278,59 meter hög och har 72 våningar.